# Scarabaeus sacer
Scarabaeus sacer là một loài bọ cánh cứng trong họ Bọ hung (Scarabaeidae).

## Hình ảnh

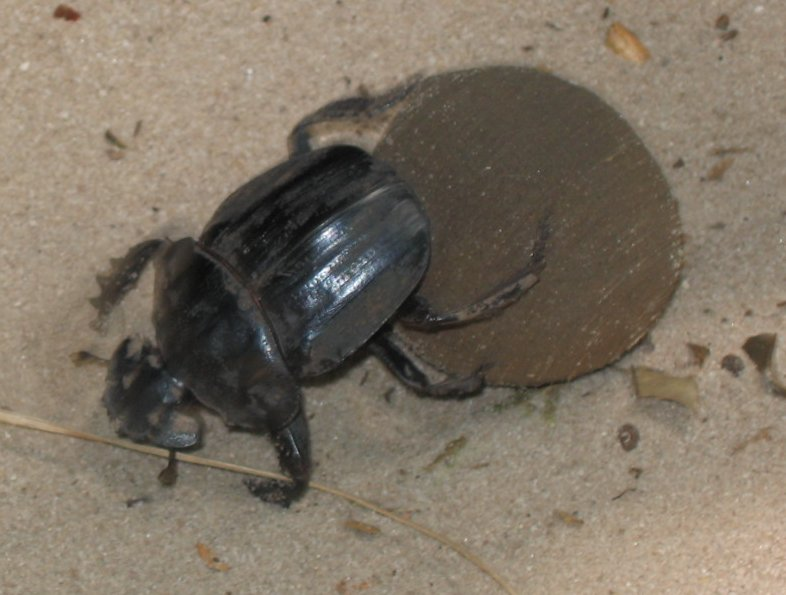
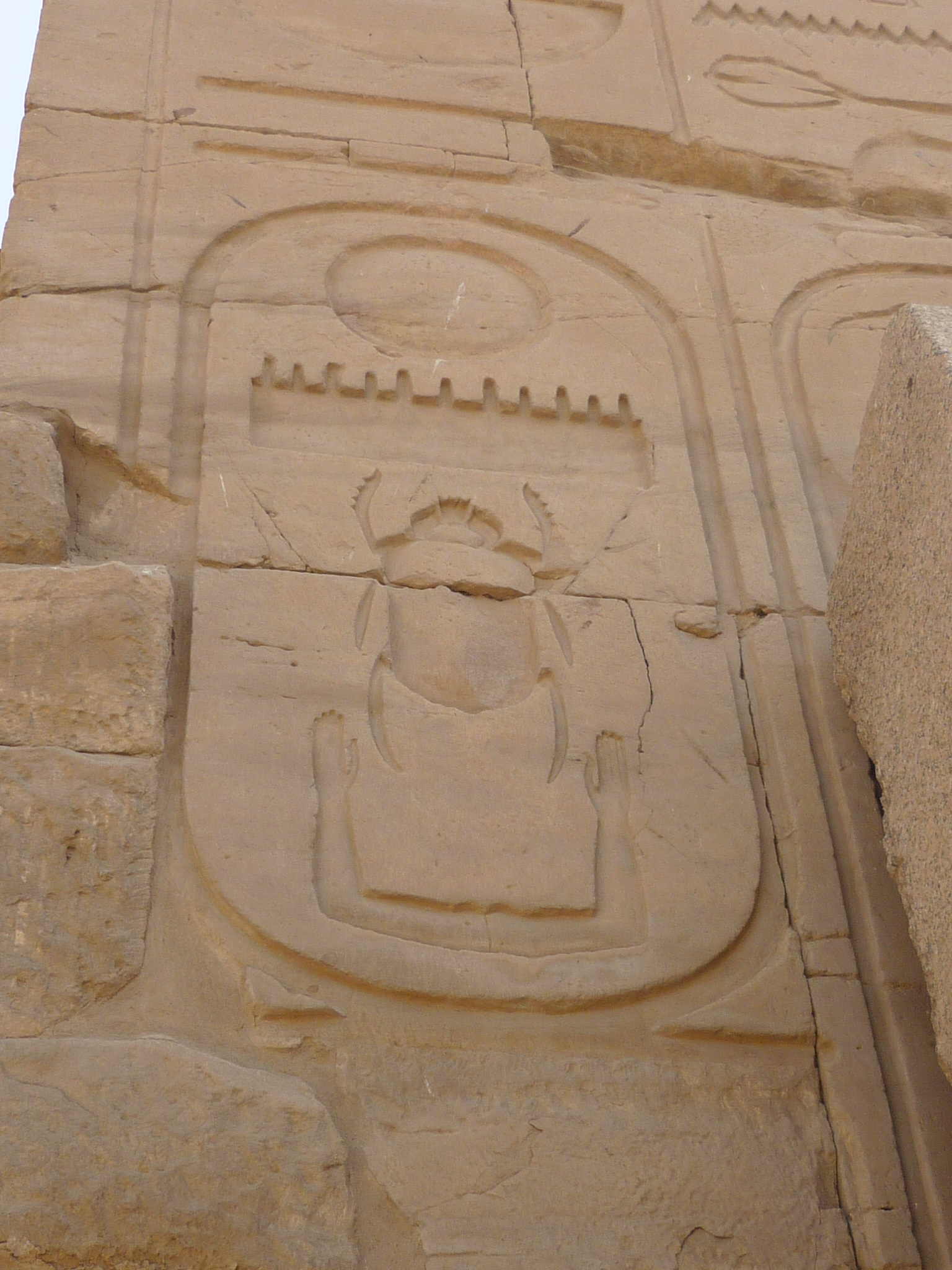
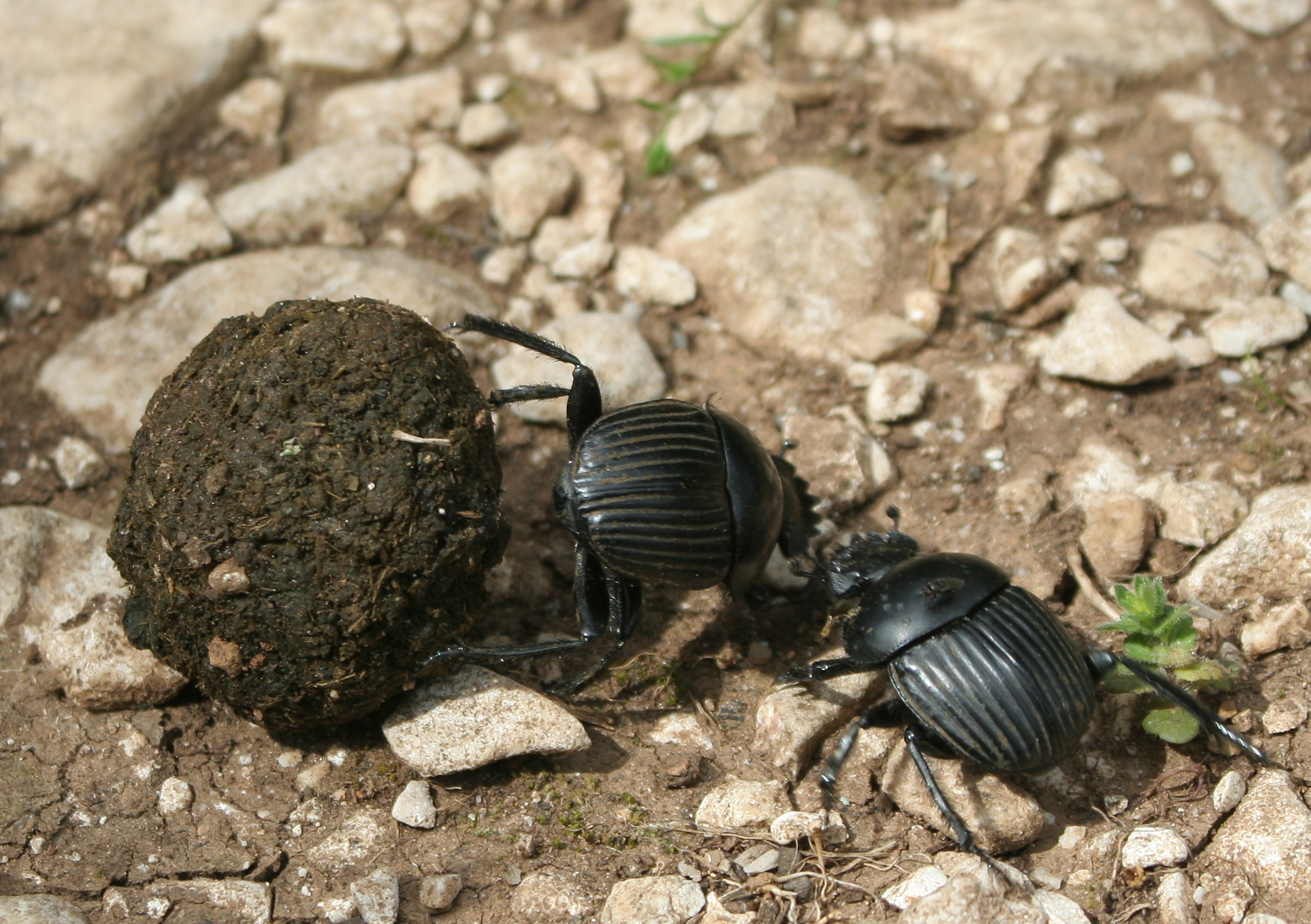
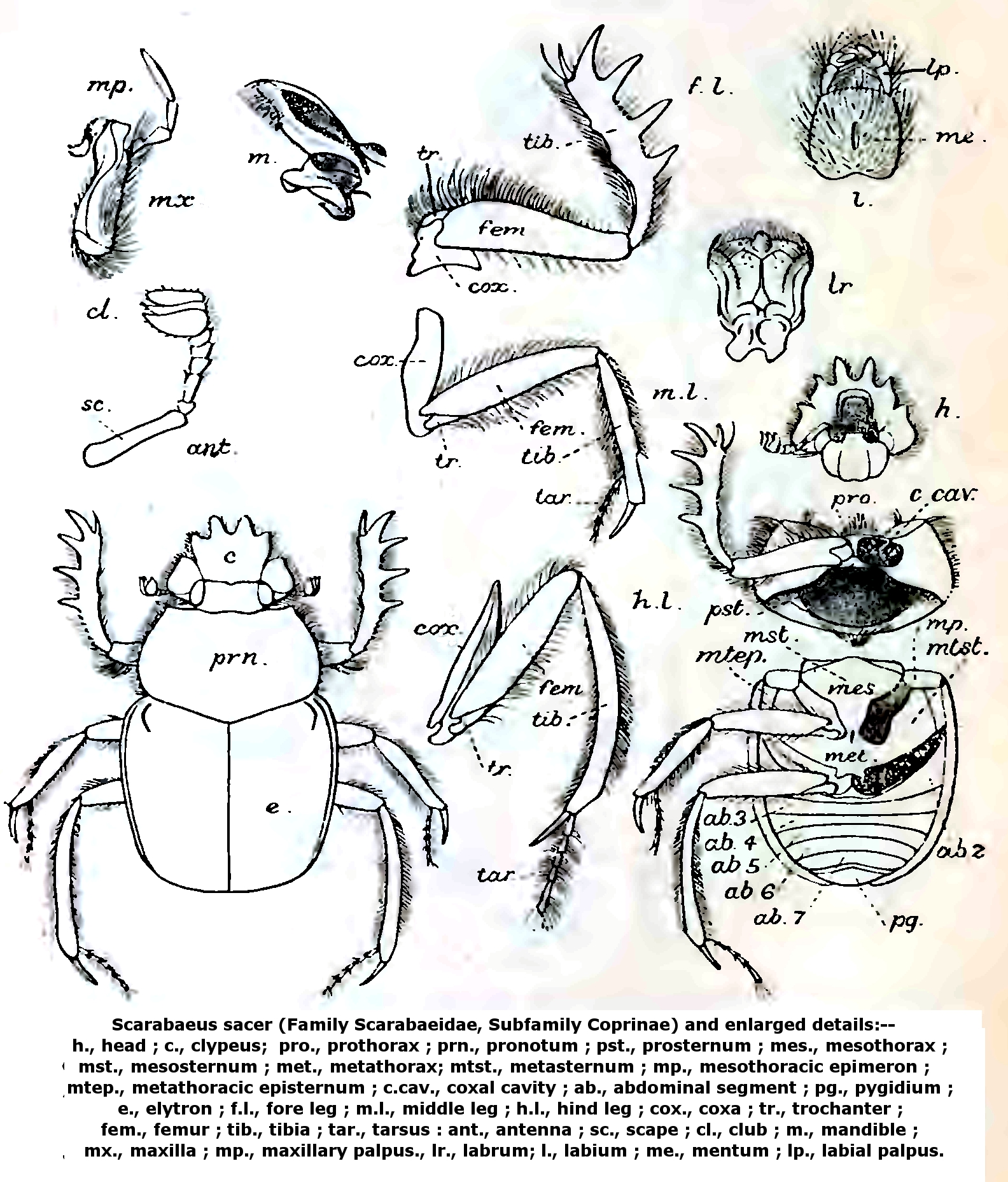